# Napata
Napata var en by i det nordlige   i Sudan, på Nilens vestbred, ca 400 km nord for landets hovedstad Khartoum. Napata eksisterede mellem 1450 f.Kr., da den blev anlagt af nubiere, til ca. 30 f.Kr.

## Napatas historie
Egypten havde siden de ældste dynastier været interesseret i Nubien, på grund af guldet i området. Egypterne tog efterhånden kontrol over området, og udbredte deres kultur.
I 1075 f.Kr. havde ypperstepræsten for Amon i Theben vundet stor nok tilslutning, til at stå imod  faraoerne i Øvre Egyptens  magt (øvre i forhold til Nilens løb, dvs. den sydlige del af det egyptiske rige); Dermed blev den Tredje mellemepoke i Egypten indledt (1075 – 664 f.Kr.), og den ustabile magt i Egypten gjorde det muligt for nubierne at genvinde kontrollen over deres  eget territorium. De grundlagde et nyt kongedømme, Kush, og gjorde Napata til hovedstad.
Omkring 750 f.Kr. var Napata et veludviklet og stabilt bysamfund, mens Egypten fremdeles var ustabilt. Det gjorde det muligt for kong Kasha at angribe Øvre Egypten. Kushriget herskede over Øvre Egypten i et århundrede, og over hele Egypten i 57 år, som det 25. egyptiske dynasti.
Kulturelt set var Napata inspireret af Egypten; Malerier, skrift og andre kulturudtryk var egyptisk præget. Gravfærdsskikkene var egyptiske, og det samme var de religiøse skikke i øvrigt. Den vigtigste guddom var Amon, hvis tempel lå ved foden af Gebel Barkal, nubiernes hellige bjerg.

## Napata falmer
Omkring 300 f.Kr. førte en antiegyptisk stemning til at Napata begyndte at udvikle en selvstændig kulturel identitet. Samtidig svandt Egyptens magt, hvilket svækkede  Napatas økonomiske rolle; Fremtiden lå i byen Meroë, sydøst for Napata, i et område som var rigt på jern, fremtidens mineral. Efterhånden blev Meröe hovedstad i Kush.
Napata er en del af  verdensarvsområdet Gebel Barkal.